# Lillian Lieberman
Lillian Liberman Shkolnikoff, é uma cineasta e directora de diferentes curta-metragens, conhecida por seu documentário Visa al Paraíso. É mexicana e filha de pais judeus.

## Filmografia
- 2010, Visa al paraíso, documentário 108 minutos
- 2002, Contr-Adicciones ficção 43 minutos
- 2000, La Foto del Recuerdo, ficção 33 minutos
- 1995, Todos somos responsables ficção 2 minutos (prevenção de roubo de meninos)
- 1994, Me lo dijo un pajarito, ficção (com fantoches) 15 minutos
- 1992, El Árbol de Chicoca, ficção (com fantoches) 24 minutos
- 1986, Lo mejor de presencia universitaria, série documentária
- 1984, Amanecer[3]
- 1983, Lugares comunes
- 1980, Espontánea belleza. Nomeada ao Ariel de melhor curta-metragem de ficção e às Deusas de Prata de 1981